# (5410) Spivakov
(5410) Spivakov (1967 DA) – planetoida z pasa głównego asteroid okrążająca Słońce w ciągu 5,21 lat w średniej odległości 3 j.a. Odkryta 16 lutego 1967 roku.